# ニウタオ島
ニウタオ島（Niutao）は、ツバル北部の島。同国を構成する9つの地区のひとつでもある。うち、一つの島のみで構成される地区は当区を含め3つある。2002年国勢調査時の人口は663人。
人口過密状態にあった1949年、島民がニウラキタ島に入植した。

## 地勢
黒く、塩分を含んだ湖沼が2箇所ある。そのうち、大きいほうには3つの島が浮かび、ダムも整備されている。島に三箇所ある井戸からは淡水が汲み上げられる。かつて、村はアンガフォウルア近くのトゥアパ村しかなかったが、2002年の国勢調査ではクリア村（224人）とテアヴァ村（439人）がある。マネアパと呼ばれる公民館が一箇所、ロンドン宣教師協会の教会が一軒、郵便局が一局ある。海沿いに砂利道が敷設されており、村の反対側（実距離で800m）には墓地が、時計周りで4分の1（400m）ほどいくと病院がある。島自体は楕円形をしており、海抜もほとんどない。長いほうで1.6kmある。緑は豊かだが、種は限られている。プラカと呼ばれる巨大タロイモ、パンノキ、ココナッツ、タコノキを主食としている。

## 交通
舗装された道路もあるが、鉄道や空港はなく、外部との交通は脆弱である。

## 出身有名人
- サー・トム・シオネ（英語版） - 島選出の国会議員。総督や国会議長を務めた。
- タヴァウ・テイー（英語版） - 島選出の国会議員。現在、副首相兼天然資源相を務める。